# カエデウォーク長津田

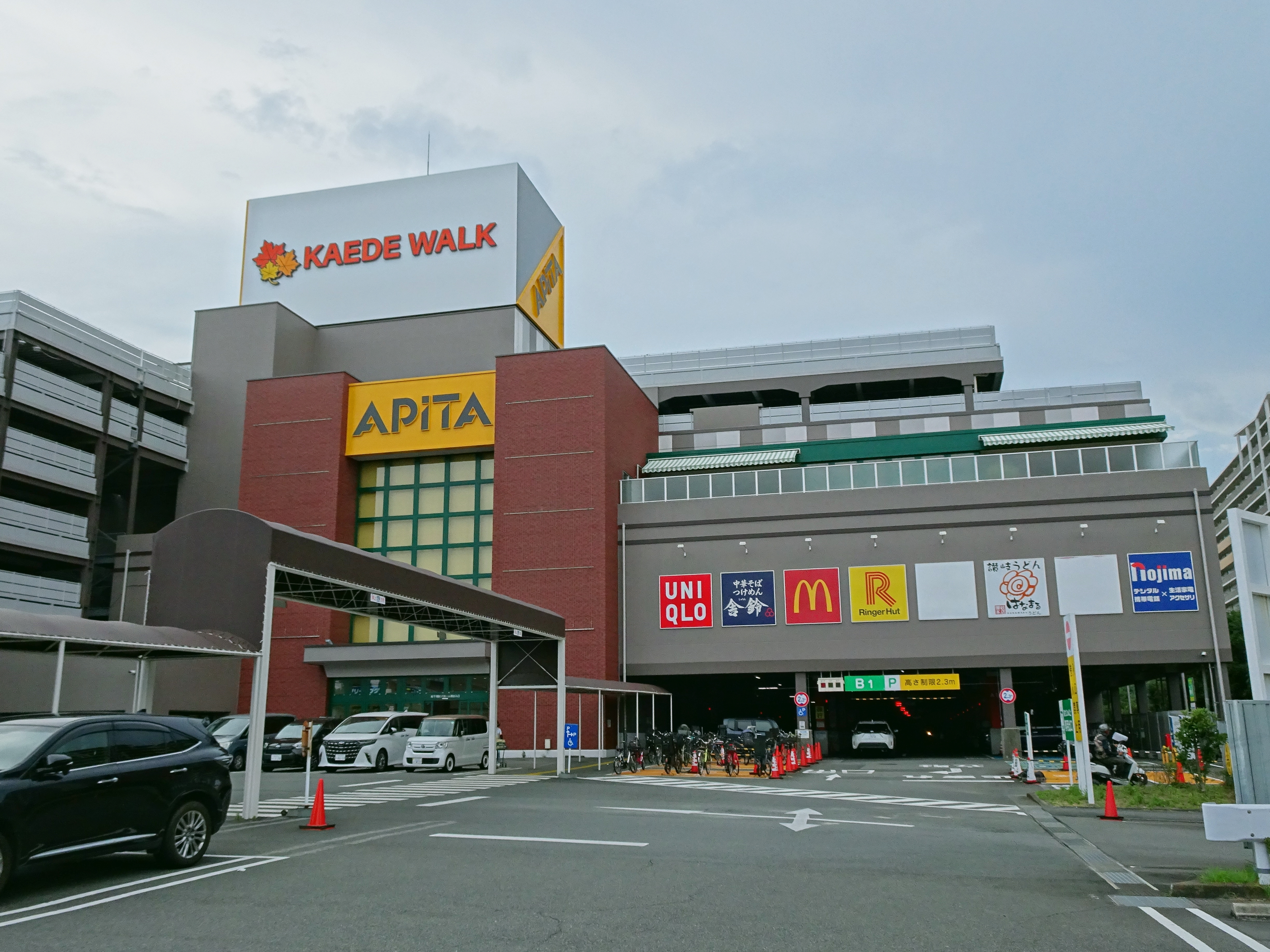
店舗北側

カエデウォーク長津田（カエデウォークながつた）は、神奈川県横浜市緑区長津田みなみ台にある、ユニー株式会社が管理・運営するモール型ショッピングセンター。総合スーパー (GMS) のアピタ長津田店（アピタながつたてん）を核店舗とし、アピタと専門店で構成される。

アピタ長津田店を、ユニーが展開するモール型ショッピングセンター「ウォーク」へ業態転換し、アピタの大規模改装と専門店街の一部リニューアルを行った上で、2024年11月22日にカエデウォーク長津田へ施設名を改称して新装オープンした。このリニューアルにより、アピタ長津田店はカエデウォーク長津田の核店舗として営業継続する。ユニーの「ウォーク」としては15店目で、「カエデウォーク」の店名は緑区の木がカエデであることにちなむ。

## 概要
2005年（平成17年）11月に都市基盤整備公団、横浜都市みらい及び横浜市の土地区画整理事業によって開発が始まった新興住宅地「長津田みなみ台」の核となる大型商業施設「アピタ長津田店」として開業した。2000年代に入って開業した店舗であるため、店舗ブランドは「ユニー」や「サンテラス」からの転換ではなく、開業当初から「アピタ」を名乗っている。
開店以降、ユニーの関東地区における旗艦店として、首都圏初のアピタネットスーパー事業導入（後に撤退）や、2018年にはアジア初となるコイン換金機「コインスター」の設置など、実験的な試みが行われてきた。

## 沿革
- 2005年（平成17年）11月18日 - アピタ長津田店として開業。
- 2012年（平成24年）6月8日 - アピタとして首都圏では初となるネットスーパーを導入[10]
- 2018年（平成30年） - アジア初となるコイン換金機「コインスター（英語版）」を導入[7][8][9]
- 2020年（令和2年）
  - 4月3日 - ユニーを買収したドン・キホーテの経営方針に従い、ユニーがネットスーパーからの撤退を発表[11]
  - 8月31日 - ネットスーパーから撤退[11]。
- 2024年（令和6年）11月22日 - リニューアルの上、施設名を「カエデウォーク長津田」へ改称。アピタ長津田店は引き続き、カエデウォーク長津田の核店舗として営業継続[4][5][6]。

## 店舗

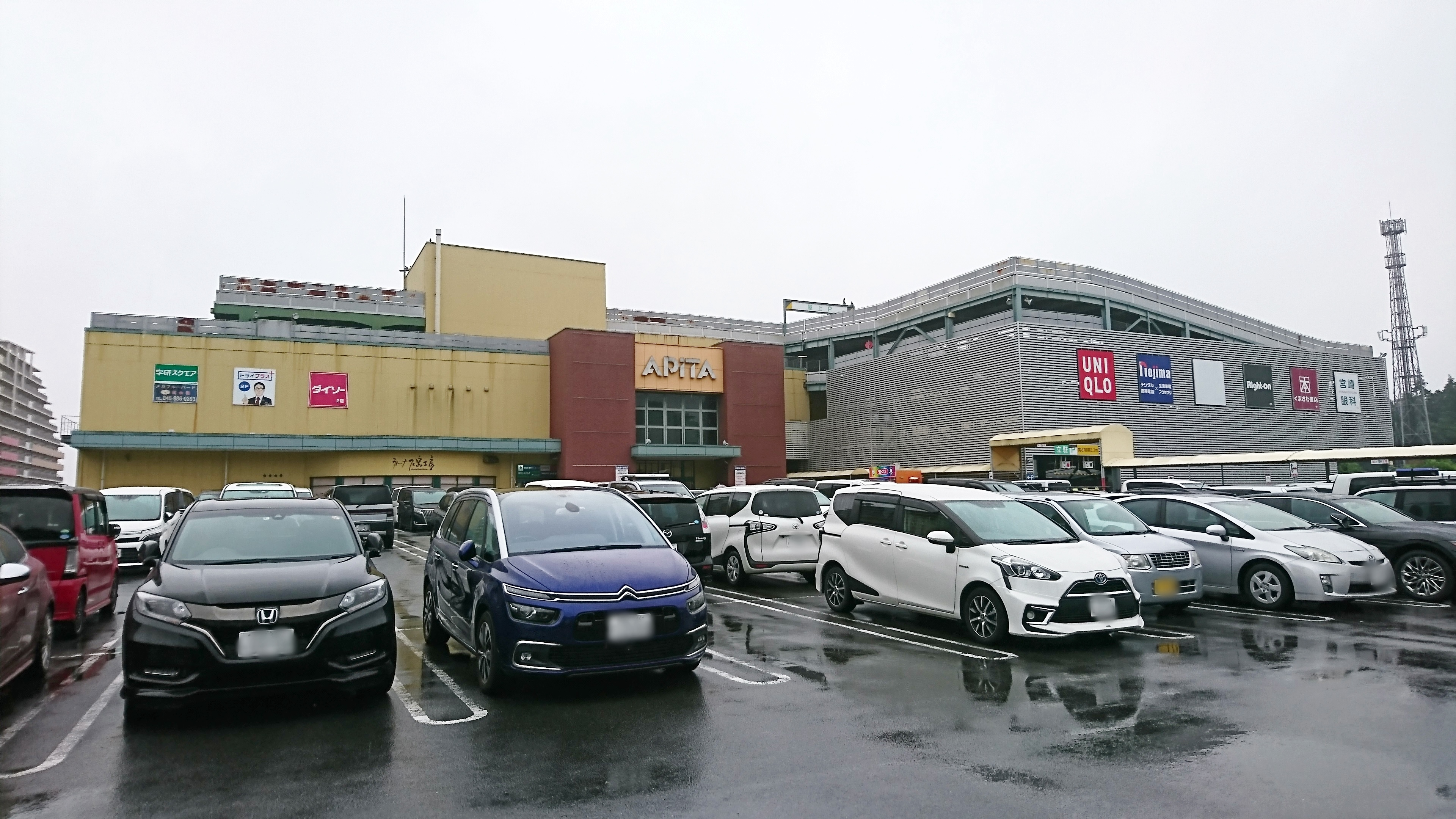
旧アピタ長津田店舗外観（2021年）

店舗は地上2階・地下1階建てで、地下1階は駐車場となっている。
2024年のリニューアルにより、専門店が「アピタゾーン」を取り囲むように配置された。アピタゾーン1階は食料品と日用雑貨、2階は衣料品と子供用品を主に取り扱う。
1階の生活雑貨売場は、かつてユニーが運営していたスーパーマーケット「生活創庫」ブランドから「雑貨創庫」と命名され、アピタ飯田店（長野県飯田市）のインショップとして2023年に復活した「生活創庫」に続き、ブランドが復活している。

なお「雑貨創庫」のブランドは、1991年（平成3年）3月27日に「雑貨創庫ユニー大口店」として初めて使われたものである（のち「ユニー大口店」を経て、現「MEGAドン・キホーテUNY横浜大口店」）。2024年の「カエデウォーク長津田」へのリニューアルにより、31年ぶりに横浜に「雑貨創庫」ブランドが復活することとなった。
現行店舗の詳細については、公式ウェブサイト「カエデウォーク長津田」「アピタ長津田店」を参照。

### フロア構成

#### 1階
- サービスカウンター[12]
- ATMコーナー[12] - 横浜銀行、三菱UFJ銀行、ゆうちょ銀行、みずほ銀行[1]
- カエデコート - 2階まで吹き抜けになっている[12]。

アピタエリア
- 食料品売場[12]
- 雑貨創庫[12] - ユニー直営の生活雑貨インショップ[14]
- ユードラッグ[12] - ユニー直営のドラッグストア[14]
- BEAUTY TERRACE[12] - ユニー直営の化粧品店
- リビング用品・寝具・ペット用品・美容家電・調剤薬局

飲食テナント
- ラトーナ石窯工房[12] - ハーバーで知られる株式会社ありあけが運営するベーカリー[15]
- パステル・イタリアーナ[12]
- 中華あおりや[16][17]
- ごはん処 大戸屋[12]
- 若鯱家[12] - 名古屋カレーうどん店
- バーガーキング[12]
- ケンタッキー・フライド・チキン[12]
- ミスタードーナツ[12]
- カルディコーヒーファーム[12]
- スターバックス[12]
- サブウェイ[12]

その他テナント
- ノジマ[12]
- くまざわ書店[12]
- メガネストアー[12]
- auショップ[12]
- 3COINS+plus[12]
- アエナ[12]
- コンタクトのアイシティ[12]
- その他、アパレルショップ[12]
- クリニックモール[12]

#### 2階
アピタエリア
- 婦人・紳士・子供服、服飾雑貨[12]
- 学生服コーナー[12]
- 子供用品（玩具・学用品・雑貨など）[12]
- クラデントイズ[12] - ユニー直営の小型家電専門店「KURADEN」[18]が運営する玩具店[14]

ガーデンコート（フードコート）
- マクドナルド[12] - マクドナルド側にはオープンテラスがある[12]
- はなまるうどん[12]
- ペッパーランチ[12]
- リンガーハット[12]
- サーティワンアイスクリーム[12]
- ほか

その他テナント
- ユニクロ[12]
- Right-on[12]
- ABC-MART[12]
- ハニーズ[12]
- チュチュアンナ[12] - ランジェリー[19]
- シューラルー[12]
- 楽天モバイル[12]
- QBハウス[12]
- スタジオアリス[12]
- ゲームコーナー[12]
- キッズスペース、ベビー休憩室[12]

#### 地下1階
- 地下駐車場[12]
- 証明写真機[12]
- クリーニング店[12]
- 靴修理・合鍵作成店[12]

### 主な設備
- Majicaチャージ機[12]
- コインロッカー、冷蔵ロッカー[12]
- バリアフリートイレ（オストメイト対応）[12]
- AED[12]
- 喫煙所 - 喫煙所以外は全館禁煙[12]

## 交通アクセス
鉄道駅から離れた場所に位置するため、公共交通機関を利用する場合は、JR横浜線または東急田園都市線の駅からいずれも路線バスに乗車する。
- 十日市場駅・青葉台駅より、横浜市営バス65系統・55系統「若葉台中央」行き、「霧ヶ谷」停留所下車、徒歩4分[2]。
- 長津田駅より徒歩20分、または神奈川中央交通40系統「若葉台中央」行き、「公園前」停留所下車、 徒歩すぐ[2]。

## 神奈川県内のアピタの店舗
- アピタ金沢文庫店 - 1972年開業（旧称：バザァル金沢文庫）
- アピタ日吉店 - 1977年開業、2016年閉店（旧称：サンテラス日吉）
- アピタ戸塚店 - 1983年開業（旧称：サンテラス戸塚）
- アピタテラス横浜綱島 - 2018年開業